# Norddeutscher Rundfunk
Северно-Германское радио (нем. Norddeutscher Rundfunk, NDR) — некоммерческое государственное учреждение с правом самоуправления, существующее с 1955 года.

## Телевещательная деятельность учреждения
Учреждение ведёт или вело:
- с 1956 года — вещание по немецкой 1-й телепрограмме[10] (телепрограмме «Даз Эрсте» («Das Erste»)) (совместно с вещательными организациями других земель);
- в 1981-2012 гг. — совместные предобеденные телепередачи 1-й и 2-й программ (Gemeinsames Vormittagsprogramm von ARD und ZDF);
- в 1958-1993 гг. — северо-германские местные телепередачи по немецкой 1-й телепрограмме («НДР/РБ фор ахт им Эрсте» («NDR/RB vor acht im Erste»));
- с 1 июня 1961 года до 31 марта 1963 года — вещание по 2-й телепрограмме[11] (совместно вещательными организациями других земель)
- с 2005 года — вещание по северо-германской 3-й телепрограмме («НДР Фернзеен» («NDR Fernsehen»)), с 4 января 1965 года до 2005 года совместно с Радиостанцией Свободного Берлина и Радио Бремена вещание по 3-й телепрограмме Нижней Саксонии, Шлезвиг-Гольштейна, Мекленбург-Передней Померании, Гамбурга, Бремена и Западного Берлина (телепрограмме «Норд 3» (Nord 3)), в 1970—1980 гг. совместно в летний период с Западно-Германским радио, Радио Бремена, Радиостанцией Свободного Берлина и реже Гессенским радио вещали по 3-й телепрограмме в землях Северный Рейн-Вестфалия, Берлин, Шлезвиг-Гольштейн, Нижняя Саксония, Гамбург и реже - Гессен;
- с 1 декабря 1993 года — вещание по международной телепрограмме[12] «3 Зат» («3sat») (совместно с вещательными организациями других земель, Вторым германским телевидением и Швейцарским обществом радиовещания и телевидения);
- с 29 марта 1986 года — вещание по международной телепрограмме «Арте» («Arte») (совместно с вещательными организациями других земель, Вторым германским телевидением, компанией «Арте Франс» и группой экономических интересов «Арте»), до 30 ноября 1993 года называвшейся «АйнсПлюс»;
- с 30 августа 1997 года — вещание по немецкой информационной телепрограмме «Тагессшау 24» («tagesschau24») (совместно с вещательными организациями других земель), до 30 апреля 2012 года называвшейся «АнйсЭстра» (EinsExtra);
- с 30 августа 1997 года — вещание по молодёжной телепрограмме «Ван» («One») (совместно с вещательными организациями других земель), до 3 сентября 2016 года называвшейся «АйнсФестиваль» (EinsFestival);
- с 1 января 1997 года — вещание по детской телепрограмме «КИКА» («KiKA») (совместно с вещательными организациями других земель и Вторым германским телевидением);
- с 7 апреля 1997 года — вещание по парламентской телепрограмме «Феникс» («Phoenix») (совместно с вещательными организациями других земель и Вторым германским телевидением).
- рубрику «Новости» телетекста 1-й программы «АРД-Текст» («ARD-Text»), до 2000 года - совместного телетекста 1-й и 2-й программы «Видеотекст» («Videotext»);
- телетекст гамбургской, мекленбург-переднепомеранской, нижнесаксонский и шлезвиг-гольштейнской 3-й программы «НДР-Текст» («NDR-Text»), с 30 сентября 1988 до 2005 года совместно с Радио Бремена (до 1992 года также и Радиостанцией Свободного Берлина) - телетекст гамбургской, нижнесаксонской, мекленбург-переднепомеранской (с 1992 года), шлезвиг-гольштейнской и бременской (а до 1992 года и берлинской) 3-й программы «Нордтекст» («Nordtext»).

Учреждение поставляет материалы для передачи прочих рубрик телетекста 1-й программы.

## Радиовещательная деятельность организации
Учреждение ведёт:
- с 1981 года — вещание по гамбургской 1-й (информационной, общественно-политической и художественной) радиопрограмме (радиопрограмме «НДР 90,3» («NDR 90,3»)), звучащей ультракоротких, а до середины 1990-х гг. также и на средних волнах;
- с 1981 года — вещание по нижнесаксонской 1-й (информационной, общественно-политической и художественной) радиопрограмме  (радиопрограмме «НДР 1 Нидерзахсен» («NDR 1 Niedersachsen»)), звучащей ультракоротких, а до середины 1990-х гг. также и на средних волнах;
- с 1981 года — вещание по шлезвиг-гольштейнской 1-й (информационной, общественно-политической и художественной) радиопрограмме (радиопрограмме «НДР 1 Велле Норд» («NDR 1 Welle Nord»)), звучащей ультракоротких, а до середины 1990-х гг. также и на средних волнах;
- с 1 января 1992 года — вещание по мекленбург-переднепомеранской 1-й радиопрограмме (радиопрограмме «НДР 1 Радио МФ» («NDR1 Radio MV»)), звучащей ультракоротких, а до середины 1990-х гг. также и на средних волнах;
- в 1956-1981 гг. — вещание по северо-западно-германской 1-й (информационной, общественно-политической и художественной) радиопрограмме (совместно с Западно-Германским радио);
- с момента основания учреждения — вещание по северо-германской 2-й (информационно-музыкальной) радиопрограмме (радиопрограмме «НДР 2» (NDR 2)), звучащей на ультракоротких волнах;
- с 1956 года — вещание по северо-германской 3-й (информационной и художественной) радиопрограмме (радиопрограмме «НДР Культур» (NDR Kultur)), звучащей на ультракоротких волнах;
- со 2 июня 1998 года — вещание по северо-германской информационной радиопрограмме (радиопрограмме «НДР Инфо» (NDR Info)), звучит на ультракоротких волнах в Гамбурге и крупных городах трёх остальных земель, до 13 января 2015 года также и на средних волнах в большинстве районов всех четырёх  земель;
- с 4 апреля 1994 года — вещание по северо-германской молодёжной радиопрограмме (радиопрограмме «Эн-Джой» (N-Joy)), звучит на ультракоротких волнах в Гамбурге и крупных городах трёх остальных земель;
- с 2011 года — ночные передачи («АРД-Инфорнахт» («ARD-Infonacht»)) по программам «БР 24», «ХР Инфо», «СВР Актуэль», «Антенне Саар», «НДР Инфо», «Инфорадио», «МРД Актуэль»;
- в 1956-1962 гг. — вещание по радиопрограмме «Дойче Лангвеллензендер» (Deutscher Langwellensender), звучавшей во всех районах Германии на длинных и ультракоротких волнах;
- вещание по северо-германской парламентской радиопрограмме (радиопрограмме «НДР Инфо Специаль» (NDR Info Spezial)), звучащей на ультракоротких волнах только по системе «ДАБ»;
- со 2 мая 2008 года — вещание по северогерманской специализированной радиопрограмме «НДР Блю» (NDR Blue), звучащей на ультракоротких волнах только по системе «ДАБ»;
- вещает по северо-германской специализированной радиопрограмме «НДР Шлягер» (NDR Schlager), звучащей на ультракоротких волнах только по системе «ДАБ», до 1 ноября 2021 года называвшейся «НДР Плюс» (NDR Plus), до 5 июля 2016 года - «НДР Траффик» (NDR Traffic).

## Деятельность учреждения в Интернете
Учреждение ведёт в Интернете:
- Сайт «ndr.de»;
- Сайт «tagesschau.de»;
- Страницу «Новости» сайта «ard.de»;
- Страницы «NDR» и «NRD Doku» на сайте «youtube.com»;
- Страницу «Тагесшау» на сайте «youtube.com»  - на странице выкладываются 20-часовые выпуски «Тагесшау» и выпуски «Тагестемен»;
- Страницы «NDR» на сайте «facebook.com»;
- Страницу «Тагесшау» на сайте «facebook.com»;
- Страницу «NDR» на сайте «twitter.com»;
- Страницу «Тагесшау» на сайте «twitter.com».

Учреждение поставляет материалы для:
- С 30 сентября 2016 года для ведения сайта «функ.нет».

## Учредители
Учредителями организации являются земли Германии Шлезвиг-Гольштейн, Нижняя Саксония, Гамбург и Мекленбург — Передняя Померания

## Руководство
Руководство учреждением осуществляют:
- Совет Северо-Германского радио (NDR-Rundfunkrat), 11 членов назначаются ландтагами Нижней Саксонии, Шлезвиг-Гольштейна, Мекленбурга-Передней Померании, городским собранием представителей Гамбурга, 22 - массовыми организациями[13];
- Правление (Verwaltungsrat), назначавшееся Советом Северо-Германского радио;
- Директора  (Intendant), назначавшийся Советом Северо-Германского радио.

## Подразделения
- Административная дирекция
  - Управление финансов (Hauptabteilung Finanzen)
  - Управление кадров (Hauptabteilung Personal)
  - Управление капитального строительства (Hauptabteilung Logistik und Gebaeude)
- Юридический отдел
- Дирекция программ телевидения
  - Программный отдел
  - Отдел NDR Fernsehen и координаций
  - Отдел текущих событий
  - Отдел художественных программ и развлечений
  - Отдел культуры и документальных программ
  - Отдел ARD Aktuell (c 1977 года)[14]
- Дирекция программ радиовещания[15]
  - Программный отдел
  - Отдел NDR 2
  - Отдел NDR Kultur
  - Отдел NDR Info
  - Отдел N-Joy
  - Отдел оркестра, хора и концертов
    - Оркестр Северогерманского радио (NDR Elbphilharmonie Orchester)
    - Филармонический оркестр Северогерманского радио (NDR Radiophilharmonie)
    - Хор NDR (NDR Chor)
    - Биг бэнд NDR (NDR Bigband)
- Совместные отделы дирекций программ телевидения и радиовещания
  - Отдел спорта
  - Отдел on-line и мультимедиа
  - Заграничные студии ARD в:
    - Брюсселе
    - Лондоне
    - Нью Дели
    - Нью Йорке
    - Пекине
    - Сингапуре
    - Стокгольме
    - Токио
    - Вашингтоне
- Земельный дом радио Гамбурга
  - Отдел телевидения
  - Отдел радиовещания
- Земельный дом радио Нижней Саксонии
  - Отдел телевидения
  - Отдел радиовещания
  - Брауншвейгская студия
  - Гёттингенская студия
  - Люнебургская студия
  - Ольденбургская студия
  - Оснабрюкская студия
- Земельный дом радио Шлезвиг-Гольштейн
  - Отдел телевидения
  - Отдел радиовещания
  - Фленсбургская студия
  - Любекская студия
  - Хайденская студия
- Земельный дом радио Мекленбурга-Передней Померании
  - Отдел телевидения и радиовещания
  - Нойбранденбургская студия
  - Ростокская студия
  - Шверинская студия
- Производственная дирекция
  - Управление планирования и контроля (Hauptabteilung Produktionplanung und Steurung)
  - Управление телевизионного производства (Hauptabteilung Produktion Fernsehen) - осуществляет техническую часть подготовки телепрограмм
  - Управление информационной, медиа- и передающей техники (Hauptabteilung Informations-, Medien- und Verbeitungstechnik) - осуществляет техническую часть выпуска телепрограмм, техническую подготовки и выпуска информационных программ и распределение программ посредством радиоволн
- На правах подразделений Центрально-Германского радио действуют часть местных бюро организации по сбору абонемента «АРД ЦДФ Дойчландрадио Байтрагссервис» (ARD ZDF Deutschlandradio Beitragsservice) расположенные на территории земель Шлезвиг-Гольштейн, Нижняя Саксония, Гамбург и Мекленбург-Передняя Померания.

## Членство
Учреждение с момента своего основания является членом Европейского союза радиовещания и Рабочего сообщества государственных вещательных организаций ФРГ, в 1988-1993 гг. являлась ассоциированным членом Международной организации радиовещания и телевидения.

## Финансирование
Учреждение финансируется Рабочим сообществом государственных телецентров
- в среднем на 86%[16] - за счёт абонемента (Rundfunkgebühr), собираемого со всех немецких граждан и иностранцев, постоянно проживающих на территории Германии, владеющих радиоприёмниками и (или) телевизорами;
- в среднем на 2%[11] - за счёт продажи рекламного времени в 1-й телепрограмме компанией «АРД Медиа» и рекламного времени в радиопрограммах учреждения компанией «АС энд С Радио»;
- в среднем на 12%[11] за счёт:
  - продажи компанией «Дегето-Фильм» другим телеорганизациям прав на разовый показ фильмов, телефильмов и телесериалов правами она обладает учреждения (как правило снятых по его заказу), издания их на видеоносителях, выдачи лицензий на производство по их мотивам других художественных произведений (сиквелов, приквелов, римейков, новеллизаций, комиксных адаптаций);
  - за счёт продажи другим других радиоорганизациям прав на создание радиоспектаклей и радиосериалов по мотивам радиоспектаклей и радиосериалов поставленных учреждением, издания их на аудионосителях, продажи лицензий на создание по их мотивам других художественных произведений (экранизаций, новеллизаций, театральных адаптаций);
  - издания на аудионосителях концертов его оркестров, хора и биг-бэнда.

## Профсоюзы
Работники Северно-Немецкого вещания образуют Вещательный союз НДР Объединённого профсоюза работников сферы услуг (Senderverband NDR).

## Активы
- программным радиотелецентр в Гамбурге (Funkhaus Hamburg);
- земельные программные радиотелецентры в Ганновере, Киле и Шверине;
- авторские права на телефильмы и часть фильмов и телесериалов, снятых как правило снятых по заказу компании «Дегето-Фильм» переданного в свою очередь от учреждения, включая удалённые из них сцены и черновики их сценариев;
- авторские права на радиоспектакли и радиосериалы, поставленные учреждением, включая удалённые из них сцены и черновики их сценариев;
- (Шлезвиг-Гольштейн)
  - Передатчик Фленсбурга (Sender Flensburg) (с 1990, более ранний с 1957) - охватывает вещанием северную часть земли (Фленсбург и др.)
  - Передатчик Киля (Sender Kiel) (c 1964) - охватывает вещанием центральную часть земли (Киль и др.)
  - Передатчик Бунгсберга (Sender Bungsberg) - охватывает вещанием центральную часть земли
  - Передатчик Любека (Sender Lübeck-Wallanlagen) - охватывает вещанием южную часть земли (Любек и др.)
  - Передатчик Морсума (Sender Morsum) (с 1991, был более ранний передатчик) - охватывает западную часть земли
- (Нижняя Саксония)
  - (бывший Округ Люнебург)
    - Передатчик Куксхафена (Sender Cuxhaven) (с 1961) - охватывает вещанием западную часть округа (Куксхафен и др.)
    - Передатчик Фиссильхёфеде (Sender Visselhövede) (c 1974 года) - охватывает вещанием центральную часть округа (Целле и др.)
    - Передатчик Данненберга (Sender Dannenberg/Zernien) (с 1953 года) - охватывает вещанием восточную часть округа (Люнебург и др.)

  - (бывший Округ Брауншвейг)
    - Передатчик Харца (Sender Harz-West) (c 1955 года) - охватывает вещанием восточную часть округа (Брауншвейг и др.)
    - Передатчик Вильдеманна (Sender Wildemann) - охватывает вещанием центральную часть округа (Хильдесхайм и др.)
    - Передатчик Хетьерсхаузена (Sender Hetjershausen) - охватывает вещанием западную часть округа (Гёттинген и др.)

  - (бывший Округ Ганновер)
    - Передатчик Хемминген (Sender Hemmingen) (с 2000 года, более ранний в 1948 года) - охватывает вещанием центральную часть округа (Ганновер и др.)
    - Передатчик Штадтхагена (Sender Stadthagen) (c 1956 года) - охватывает вещанием южную часть округа (Штадтхаген и др.)
    - Передатчик Штайнкиммен (Sender Steinkimmen) (c 1989 года) - охватывает вещанием северную часть округа

  - (бывший Округ Везер-Эмс)
    - Передатчик Лингена (Sender Lingen) (с 1962 года) - охватывает вещанием южную часть округа (Оснабрюк и др.)
    - Передатчик Ауриха (Sender Aurich-Popens) (c 1961 года) - охватывает вещанием северную часть округа (Эмден и др.)
- (Гамбург)
  - Передатчик Гамбурга (Sender Billwerder-Moorfleet) - охватывал вещанием Гамбург и юг Шлезвиг-Гольштейна[17][18]
- 100% капитала общества с ограниченной ответственностью «НДР Медиа» (NDR Media GmbH) - организации осуществляющей продажу рекламного времени между телепередачами и радиопередачами передаваемыми NDR, заказ производства телефильмов и телесериалов, продажу их другим телеорганизациям, заказ их записи на лазерные диски, лицензирования создания художественных произведений (книг, фильмов) по их мотивам, раннее - общество с ограниченной ответственностью «Норддойчес Вербефернзеен» (Norddeutsches Werbefernsehen GmbH), является участником следующих обществ с ограниченной ответственностью:
  - «Дегето Фильм» (Degeto Film GmbH) (прочими участниками являются вещательные организации других земель);
  - «АРД Медиа» (ARD Media GmbH);
  - «Штудио Гамбург» (Studio Hamburg GmbH) (единственный участник) - киностудия

## Теле- и радиопередачи
Передачи телепрограммы «Даз Эрсте»
- Выпуски новостей «Тагессшау» («Tagesschau») (выпускаются с 1952 года), телегазеты «Тагестемен» («Tagesthemen») (выпускается с 1978 года), «Нахтмагацин» («Nachtmagazin») (выпускается с 1995 года);
- Репортажи из заграницы спортивного тележурнала «Шпортшау»;
- Репортажи из заграницы ежедневного тележурнала «АРД-Моргенмагацин»;
- Репортажи из заграницы ежедневного тележурнала «АРД-Миттагсмагацин»;
- «Вельтшпигель» («Weltspiegel») - международный тележурнал, выпускается по очереди при еженедельном чередовании с Западно-Германским радио, Юго-Западным радио и Баварским радио;
- «Панорама» («Panorama») - общественно-политический тележурнал, еженедельно чередуется с общественно-политическими журналами вещательными организациями других земель «Монитор» и «Контрасте», выпускается с 1961 года;
- «Плюс-минус» («plusminus») - тележурнал об экономике, выпускается по очереди при еженедельном чередовании с Баварским радио, Гессенским радио, Юго-Западным радио, Саарландским радио, Западно-Германским радио и Центрально-Германским радио, выпускается с 1975 года;
- «ТТТ - титель, тезэн, темпераменте» (ttt – titel, thesen, temperamente) - еженедельный тележурнал о культуре, выпускается по очереди с Баварским радио, Гессенским радио, Западно-Германским радио, Радио Берлина и Бранденбурга и Центрально-Германским радио, выпускается с 1967 года;
- «Друкфриш» («Druckfrisch») - тележурнал о литературе, выпускается по очереди с Баварским радио, Западно-Германским радио, Гессенским радио и Центрально-Германским радио, выпускается с 2003 года;
- «Экстра 3» (Extra 3) - еженедельный сатирический тележурнал, выпускается по очереди с Северо-Германским радио, выпускается с 1976 года;
- Anne Will - политическое ток-шоу, производится по заказу учреждения обществом с ограниченной ответственностью «Вилл Медиа»;
- 20xx – Das Quiz - телеигра, производится по заказ учреждения организацией «И энд У ТВ» по заказу NDR);
- Klein gegen Groß – Das unglaubliche Duell - телеигра, производится по заказ учреждения организацией «И энд У ТВ» по заказу NDR);
- Ich weiß alles! - телеигра, производится по заказу учреждения организацией «И энд У ТВ» по заказу NDR);
- Quiz ohne Grenzen - телеигра, производится по заказу учреждения организацией «И энд У ТВ» по заказу NDR);
- Gefragt – Gejagt - телеигра, производится по заказу учреждения организацией «ИТВ Стюдиос Джермани»;
- Quizduell - телеигра, производится по заказу учреждения организацией «ИТВ Стюдиос Джермани»;
- Wer weiß denn sowas? - телеигра, производится по заказу учреждения организацией «УФА Шоу энд Фэктуэл»;

Передачи радиопрограммы «НДР Фернзеен»
См. ст. «НДР Фернзеен»
Передачи радиопрограммы «НДР 1 Нидерзахсен»
- Известия ежечасно
- Hellwach - утренняя программа NDR 1 Niedersachsen в 05.00-09.00
- NDR 1 Niedersachsen am Vormittag - дневная программа NDR 1 Niedersachsen в 09.00-12.00
- NDR 1 Niedersachsen am Mittag - дневная программа NDR 1 Niedersachsen
- NDR 1 Niedersachsen am Nachmittag - послеобеденная программа NDR 1 Niedersachsen в 15.00-18.00
- Funkbilder - информационная программа NDR 1 Niedersachsen в 18.00-19.00
- Berichte von heute - информационная программа с 23.30 до 00.00
- ARD-Hitnacht - ночная программа в 22.00-05.00

Передачи радиопрограммы «НДР 1 Радио МВ»
- Известия ежечасно
- Die Frühaufsteher - утренняя программа NDR 1 Radio MV в 05.00-10.00
- Ihr Lieblingsmix am Vormittag - дневная программа NDR 1 Radio MV в 10.00-13.00
- Ihr Lieblingsmix am Nachmittag - послеобеденная программа NDR 1 Radio MV в 13.00-16.00
- NDR 1 Radio MV - Der Tag - информационная программа NDR 1 Radio MV в 16.00-19.00
- Berichte von heute - информационная программа с 23.30 до 00.00
- ARD-Hitnacht - ночная программа в 22.00-05.00

Передачи радиопрограммы «НДР 1 Велле Норд»
- Известия ежечасно
- Guten Morgen Schleswig-Holstein - утренняя программа NDR 1 Welle Nord
- Schleswig-Holstein bis 2 - дневная программа NDR 1 Welle Nord с 09.30 до 14.00
- Der Nachmittag - послеобеденная программа NDR 1 Welle Nord с 14.00 до 18.00
- Berichte von heute - информационная программа с 23.30 до 00.00
- ARD-Hitnacht - ночная программа в 22.00-05.00

Передачи радиопрограммы «НДР 90,3»
- Известия ежечасно
- Hamburg am Morgen - утренняя программа NDR 90,3 с 05.00 до 10.00
- Hamburg am Mittag - дневная программа NDR 90,3 с 13.00 до 15.00
- Hamburg am Nachmittag - послеобеденная программа NDR 90,3 с 15.00 до 19.00
- Berichte von heute - информационная программа с 23.30 до 00.00
- ARD-Hitnacht - ночная программа в 22.00-05.00

Передачи радиопрограммы «НДР 2»
- Известия ежечасно
- Der NDR 2 Morgen - утренняя программа NDR 2
- Der NDR 2 Vormittag - дневная программа NDR 2
- Der NDR 2 Nachmittag - послеобеденная программа NDR 2
- Der NDR 2 Abend - информационная программа NDR 2
- ARD-Popnacht - ночная программа NDR 2, совместное производство c BR, hr, SWR, WDR, SR, RB, RBB, MDR

Передачи радиопрограммы «НДР Культур»
- Известия несколько раз в день
- Am Morgen vorgelesen - утренняя программа NDR Kultur
- Matinee - дневная программа NDR Kultur
- Klassisch unterwegs - послеобеденная программа NDR Kultur
- Journal - информационная программа NDR Kultur
- Am Abend vorgelesen - вечерняя программа NDR Kultur
- ARD-Nachtkonzert - ночная программа NDR Kultur, совместное производство c BR, hr, SWR, WDR, SR, RB, RBB, MDR

Передачи радиопрограммы «ЭнДжой»
- N-JOY Vormittag - дневная программа N Joy
- Die N-JOY LateLine - ночная программа N Joy

Передачи радиопрограммы «НДР Инфо»
- Mittagsecho - дневная программа, выпускается по очереди с WDR при еженедельном чередовании (выходит в эфир также на WDR 5), раннее выходила в эфир на NDR 90,3, NDR 1 Niedersachsen, NDR 1 Welle Nord и NDR 1 Radio MV, до 1981 года на 1. Programm
- Echo des Tages - информационная программа в 18.30-19.00, выпускается по очереди с WDR при еженедельном чередовании (выходит в эфир также на WDR 5), раннее выходила в эфир на NDR 90,3, NDR 1 Niedersachsen, NDR 1 Welle Nord и NDR 1 Radio MV, до 1981 года на 1. Programm
- Berichte von heute - информационная программа, выпускается по очереди с WDR при еженедельном чередовании (выходит в эфир также на WDR 5 и WDR 2), раннее выходила в эфир на NDR 90,3, NDR 1 Niedersachsen, NDR 1 Welle Nord и NDR 1 Radio MV, до 1981 года на 1. Programm
- ARD-Infonacht - ночная программа NDR Info, совместное производство c BR, hr, SWR, WDR, SR, RB, RBB, MDR

## Цифровое вещание NDR

### Цифровое телевидение NDR
Эфирное:
- Региональный мультиплекс ARD в Гамбурге и Шлезвиге-Гольштейне включает в себя NDR Fernsehen, BR Fernsehen, MDR Fernsehen, WDR Fernsehen[19][20]
- Региональный мультиплекс ARD в Нижней Саксонии в себя NDR Fernsehen, MDR Fernsehen, hr fernsehen, WDR Fernsehen[21]
- В Мекленбурге-Передней Померании региональный мультиплекс ARD отсутствует NDR Fernsehen входит в региональную версию ARD Digital вместе с MDR Fernsehen и RBB Fernsehen[22]

Спутниковое:
- Транспондер 11582 (спутник Astra 1N) - NDR Fernsehen HD, BR Fernsehen HD и Phoenix HD[23]
- Транспондер 12110 (спутник Astra 1M) - RBB Fernsehen, NDR Fernsehen, MDR Fernsehen, SWR Fernsehen
- Транспондер 12266 (спутник Astra 1M) - NDR 90,3, NDR 1 Welle Nord, NDR 1 Radio MV, NDR 1 Niedersachsen, NDR 2, NDR Kulrur, NDR Info, N-Joy, NDR Info Spezial, NDR Bleu, NDR Plus[24]

### Цифровое радио NDR
- Мультиплекс 7A включает в себя NDR 90,3, NDR 2, NDR Kultur, NDR Info, N-Joy, NDR Info Spezial, NDR Blue, NDR Plus[25]
- Мультиплекс 9C включает в себя NDR 1 Welle Nord, NDR 2, NDR Kultur, NDR Info, N-Joy, NDR Info Spezial, NDR Blue, NDR Plus[26]
- Мультиплекс 6D включает в себя NDR 1 Niedersachsen, NDR 2, NDR Kultur, NDR Info, N-Joy, NDR Info Spezial, NDR Blue, NDR Plus[26]

## Интересные факты
- Самая загадочная песня в Интернете была исполнена в передаче «Музыка для молодых людей» (Musik für junge Leute) Северо-Германского радио, вероятно, в 1984 году.